# Forthbank Stadium
El Forthbank Stadium es un estadio de fútbol ubicado en la ciudad de Stirling en Escocia, fue inaugurado en 1993 reemplazo al Forthbank Park anterior estadio de la ciudad, el recinto posee una capacidad para 3800 espectadores, y es el estadio del Stirling Albion Football Club que disputa la Tercera División de Escocia.
En 2010, como parte de un acuerdo de patrocinio de tres años, Forthbank stadium pasó a llamarse oficialmente Doubletree Dunblane Stadium. Sin embargo, el acuerdo no se renovó y el estadio volvió a su nombre original de Forthbank, que ha mantenido desde entonces.